# Miracle Records
Miracle Records was een Amerikaans platenlabel voor rhythm & blues, jazz en gospel. 
De onderneming werd in augustus 1946 in Chicago opgericht door zakenman Lee L. Egalnick. Er kwamen platen uit van onder andere Memphis Slim, Sonny Thompson, Eddie Chamblee. Al Hibbler en Robert Anderson. In 1948 haalden drie platen van het label de eerste plaats op de r&b-charts: "Messin' Around" van Memphis Slim, en "Long Gone" en "Late Freight" van Thompson. Egalnick verliet het label in 1950 om Premium Records te beginnen, spoedig gevolgd door zijn medewerker Lew Simpkins, waardoor het label ophield te bestaan.